# Giancarlo Leone
Giancarlo Leone (Roma, 14 marzo 1956) è un giornalista, dirigente d'azienda e autore televisivo italiano, dal 12 aprile 2017 è presidente dell'Associazione produttori televisivi. È figlio dell'ex Presidente della Repubblica italiana Giovanni Leone e della moglie Vittoria Michitto.

## Biografia

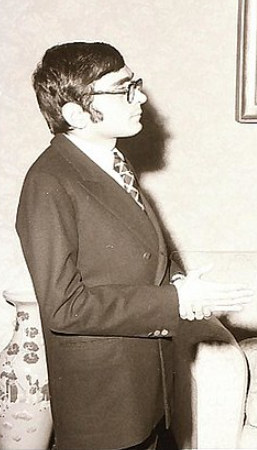
Giancarlo Leone nel 1974

Giornalista, è iscritto all'ordine professionale dal 1977. Ha iniziato l'attività presso la redazione romana del quotidiano triestino Il Piccolo (1975), dopo aver collaborato al settimanale La Fiera Letteraria.
Musicista, compositore iscritto alla SIAE dal 1974, è stato autore di musiche per i Golf Lima Lima (Adesso musica), I Panda (Addormentata, Amanti mai), Riccardo Fogli (Come una volta), Mita Medici (Il dubbio) e di colonne sonore. Nel campo artistico si ricorda anche la sua intensa collaborazione teatrale con Giorgio De Lullo e Romolo Valli tra il 1975 e il 1980, sia come aiuto regista di De Lullo - in spettacoli quali Il gioco delle parti, La locandiera, Gin Game, La dodicesima notte, Oscar Wilde Divagazioni e Delizie, Tre sorelle - sia come assistente di Valli all'epoca della sua direzione artistica del Festival dei Due Mondi di Spoleto.
Nel 1983 è entrato in Rai. Leone è stato uno dei dirigenti della concessionaria del servizio pubblico di più lungo corso. In una carriera ultratrentennale ha ricoperto incarichi di prestigio, quali la direzione dell'Ufficio stampa (1991-1995) e del Coordinamento del palinsesto televisivo (dal 1996 al 2000) e la carica di amministratore delegato di Rai Cinema, dal 2000 al 2007. Alla fine del 2016 ha lasciato la Rai e ha fondato una propria società di consulenza, la «Q10 Media».
Ha insegnato marketing delle imprese di comunicazione presso la Facoltà di Scienze della comunicazione all'Università "La Sapienza" di Roma dal 2003 al 2005. È stato inoltre docente universitario di Economia e Gestione dei Media presso l'Università LUISS «Guido Carli» di Roma dal 2006 al 2012. È inoltre membro del comitato scientifico del Master in Gestione della produzione cinematografica e televisiva della Luiss Business School. Dal 2019 fa parte del Consiglio superiore del cinema e dell'audiovisivo, organo consultivo a carattere tecnico-scientifico del Ministero per i beni e le attività culturali.

### Dirigente Rai (1983-2016)
Nel 1983 è entrato in Rai presso il Televideo diventandone, sotto la direzione di Giorgio Cingoli, vicedirettore nel 1990. Nello stesso anno è stato nominato condirettore dell'ufficio stampa Rai, di cui è stato direttore dal 1992 al 1995. Ha assunto poi diversi altri incarichi: direzione del coordinamento palinsesti (1996), direzione di Rai International (1999), direzione della Divisione TV Canali 1 e 2 (2000).
Dal 2000 al 2007 è stato amministratore delegato di Rai Cinema. Negli anni in cui è stato a capo della struttura, Leone ha dato vita a importanti produzioni, tra le quali: 
- I cento passi di Marco Tullio Giordana,
- Un viaggio chiamato amore di Michele Placido,
- L'ora di religione di Marco Bellocchio,
- Buongiorno, notte di Marco Bellocchio,
- Casomai di Alessandro D'Alatri,
- Le chiavi di casa di Gianni Amelio,
- Caterina va in città di Paolo Virzì,
- La bestia nel cuore di Cristina Comencini,
- Nuovomondo di Emanuele Crialese,
- Il cuore altrove di Pupi Avati e
- Gomorra di Matteo Garrone.

Nel 2002 Rai Cinema ha aperto anche una società di distribuzione cinematografica, la 01 Distribution che ha avuto nel suo listino film quali: Il pianista di Roman Polański, The Aviator di Martin Scorsese, La meglio gioventù di Marco Tullio Giordana, La tigre e la neve di Roberto Benigni, Million Dollar Baby (film che ha vinto l'Academy Award) di Clint Eastwood, Babel di Alejandro González Iñárritu.
Nel giugno 2006 aveva ottenuto la delega sul coordinamento dell'offerta televisiva. Nel maggio 2009 era stato confermato dal Consiglio di amministrazione Rai nell'incarico di vicedirettore generale con la delega per la transizione al digitale terrestre e per le strategie multipiattaforma.
Nel gennaio del 2008 Giancarlo Leone ha presentato in consiglio di amministrazione, che lo ha approvato, il documento contenente le linee guida per il piano editoriale della Rai. Il nuovo palinsesto televisivo del servizio pubblico, con le novità introdotte nella programmazione di Rai 1, Rai 2, Rai 3 e Rai 4 (quest'ultima in digitale terrestre), andò in onda da settembre 2008 e consentì una maggiore differenziazione editoriale tra i canali del servizio pubblico. Nel novembre 2008 Leone annunciò la nascita di un nuovo canale, Rai 5 Nel gennaio 2009, durante la IV Conferenza nazionale di DGTVi, annunciò il lancio di un nuovo canale per il digitale terrestre, Rai Storia, a partire dal 1º febbraio.
Ha anche annunciato il posticipo all'autunno 2009 della partenza di Rai 5, precisando che si tratterà di un canale di intrattenimento collegato anche all'utilizzo dell'archivio Rai che avrà la consulenza straordinaria di un illustre (ma non dichiarato) testimonial della televisione. Dal gennaio 2009 ha coordinato un gruppo di lavoro Rai per le nuove strategie nel settore del digitale terrestre e satellitare. Il 30 luglio 2009 ha dichiarato in Commissione parlamentare di vigilanza RAI che il servizio pubblico non ha rinnovato l'accordo con Sky per la fornitura dei canali pay di Rai Sat a causa delle pretese eccessive della controparte.
In azienda ha ricoperto altri importanti incarichi: vicedirettore generale della Rai dal 2006 al 2011, direttore di Rai Intrattenimento dal 2011 al 2012 e direttore di Rai 1 dal 29 novembre 2012 al 3 marzo 2016.
L'ultimo incarico che ha assunto in viale Mazzini è stato, dal 4 marzo 2016, quello di direttore del Coordinamento editoriale dei palinsesti televisivi.

### Presidente APT (2017-2023)
Il 12 aprile 2017 viene nominato presidente dell'Associazione produttori televisivi. Viene confermato nel 2018 e nel 2020. Il suo mandato termina il 27 giugno 2023.

### Altri incarichi
Insegna Economia e gestione dei media all'università LUISS di Roma. È stato vicepresidente dell'Accademia del Cinema Italiano «David di Donatello», membro della giuria del premio «Le maschere del Teatro», membro del Comitato d'Onore dell'Osservatorio internazionale «Roberto Rossellini» sull'Audiovisivo e la Multimedialità.

## Riconoscimenti
- Premio Vittorio De Sica, quale miglior produttore/distributore cinematografico italiano[18].

## Pubblicazioni
- Economia e gestione dei media. Protagonisti e tendenze tra rivoluzione digitale, crisi globale e nuovi modelli di consumo (Manuali LUP, 2009 - ISBN 88-6105-071-9).